# Worcester (Nueva York)
Worcester es un pueblo ubicado en el condado de Otsego en el estado estadounidense de Nueva York. En el año 2000 tenía una población de 2.207 habitantes y una densidad poblacional de 18 personas por km².

## Geografía
Worcester se encuentra ubicado en las coordenadas 42°35′38″N 74°43′1″O / 42.59389, -74.71694.

## Demografía
Según la Oficina del Censo en 2000 los ingresos medios por hogar en la localidad eran de $30,506 y los ingresos medios por familia eran $35,903. Los hombres tenían unos ingresos medios de $28,102 frente a los $19,583 para las mujeres. La renta per cápita para la localidad era de $15,752. Alrededor del 10.3% de la población estaban por debajo del umbral de pobreza.